# Espen Bjørnstad
Espen Bjørnstad, född 26 december 1993, är en norsk utövare av nordisk kombination. Han ingick i det norska lag som vann guld i lagtävlingen i VM 2019.